# Los Patios, Mexiko
Los Patios är en ort i Mexiko.   Den ligger i kommunen Tetela de Ocampo och delstaten Puebla, i den sydöstra delen av landet, 150 km öster om huvudstaden Mexico City. Los Patios ligger 2 671 meter över havet och antalet invånare är 124.
Terrängen runt Los Patios är kuperad åt sydväst, men åt nordost är den bergig. Los Patios ligger uppe på en höjd. Runt Los Patios är det ganska tätbefolkat, med 67 invånare per kvadratkilometer. Närmaste större samhälle är Zacapoaxtla, 18,2 km öster om Los Patios. I omgivningarna runt Los Patios växer i huvudsak blandskog.